# Us 3
Us 3 er en jazz-gruppe dannet i London. Gruppen blev dannet i 1991.